# Löhrsches Haus
Koordinaten: 49° 59′ 42,4″ N, 8° 16′ 48,7″ O

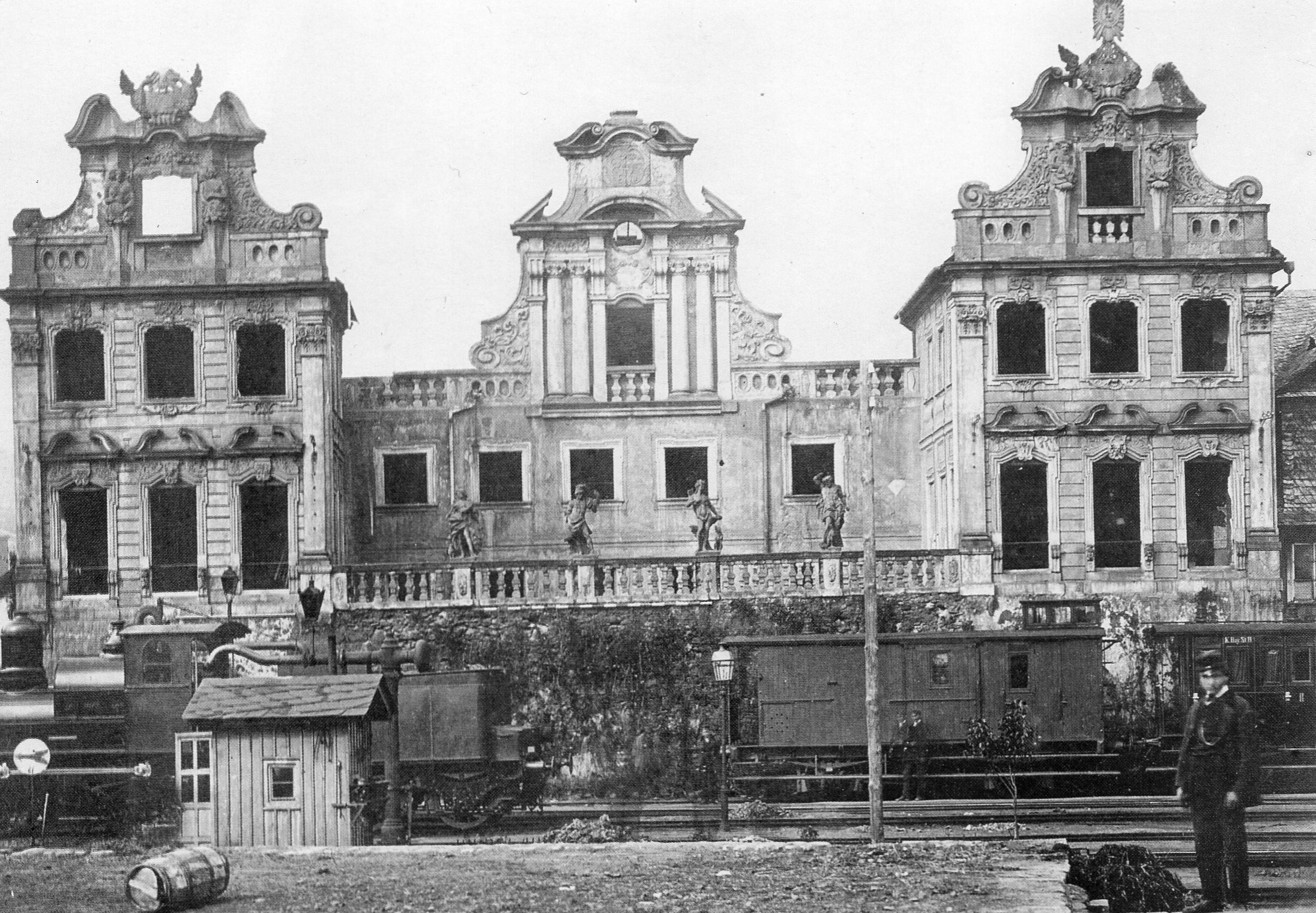
Hauptfassade zum Rhein während des Abbruches (Foto: Carl Hertel, 1874)

Das Löhrsche Haus war ein barockes Stadtpalais an der Bocksgasse (heute Rheinstraße) in Mainz. Das dreiflüglige Gebäude wurde 1715 für Hofrat Stubenrauch sen. errichtet und 1874 abgerissen. Spolien des Gebäudes wurden in einen Neubau an der Rheinstraße Ecke Holzstraße integriert. Dieses Gebäude wurde im Zweiten Weltkrieg beschädigt und 1963 abgerissen.

## Lage
Das Löhrsche Haus befand sich am südlichen Ende der Bocksgasse (heute Rheinstraße). Es nahm den südöstlich Teil eines Baublocks ein, der von Bocksgasse, südlicher Stadtmauer und Kapuzinergasse, sowie einer kleinen Gasse im Norden abgegrenzt wurde. Die Hauptfassade des Gebäudes zeigte Osten zum Rhein. Durch den Bau der Hessischen Ludwigsbahn 1847–52 befanden sich dessen Gleisanlagen direkt vor der Hauptfassade des Gebäudes. 
Aufgrund der veränderten Straßenführungen ist die Lage des Gebäudes heute schwer nachzuvollziehen. Das Gebäude befand sich im Bereich der heutigen Rheinstraße vor dem Block zwischen Färchergäßchen, Rheinstraße, Dagobertstraße und Kapuzinerstraße. Dort befindet sich heute das Wohnhaus mit Autowerkstatt Rheinstraße 7 und das Wohn- und Geschäftshaus Kapuzinergasse 8/10. Das Löhrsche Haus befand sich allerdings vor diesen Gebäuden, wo heute die Rheinstraße verläuft.

## Beschreibung

Löhrsches Haus (Ausschnitt aus einer Fotografie, um 1870)

Das Gebäude war eine quergelagerter dreiflüglige Anlage mit zwei dreiachsigen Seitenflügeln und einem fünfachsigen Mittelbau. Zum Rhein hin saßen die Fassaden der Seitenflügel auf der Stadtmauer auf, die auch zwischen beiden Seitenflügeln vor dem Mittelbau verlief, wo sie mit einer Balustrade versehen war, auf der vier Sandsteinstatuen stehen, die wohl Jupiter, Minerva und Mars darstellten und vom Mainzer Bildhauer Hiernle geschaffen wurden. Über der Stadtmauer erhoben sich die Seitenflügel zweigeschossig, während der Mittelbau insgesamt dreigeschossig war, aber insgesamt etwas niedriger war als die Seitenflügel. Dies war möglich, da der Mittelbau noch dort über ein unterstes Stockwerk verfügte, wo die Seitenflügeln die Stadtmauer verlief. Bei den Seitenflügeln hingegen befanden sich tonnengewölbte Durchgänge in diesem unteren Geschoss, vermutlich um den Verkehr zwischen Bocksgasse (heute Rheinstraße) und dem Gebiet der heutigen Dagobertsgasse zu ermöglichen. Die Beletage lag im Stockwerk, welches direkt auf der Stadtmauer aufsaß. Alle drei Flügel schlossen nach oben mit aufwändigen Giebeln ab.
Die Fassaden der Seitenflügel wurden durch Monumentalpilaster eingerahmt und war mit Fugenschnitt versehen. Die hohen schlanken Fenster in der Beletage verfügten über verkröpfte obere Ohren und waren oben bogenförmig geschweift. Geschweifte Sprenggiebel über den Fenstern waren über aufwändig gestaltete Agraffen an die Fenster angeschlossen. Die Fenster im Obergeschoss verfügten über verkröpfte obere und untere Ohren. Im Giebel standen um ein mittiges Fenster waren zwei Hermen, die einen Architrav und einen darüberliegenden Sprenggiebel trugen. Zwischen und neben den Hermen war eine Balustrade vorhanden, wobei auf den beiden äußeren Balustrade Voluten aufsaßen. Auf dem oberen Sprenggiebel befand sich ein großes Medaillon und darauf eine Sonnenscheibe.
Der Mittelbau war wesentlich schlichter in der Fassade, besaß jedoch einen noch aufwändigeren Giebel. Die Gestaltung der unteren beiden Geschosses ist nicht überliefert. Durch ein schlichtes Gesims war das Obergeschoss abgesetzt, welches mit quadratischen Fenstern mit verkröpften oberen Ohren versehen war. Die Fassade war hier ansonsten glatt verputzt. Auffällig ist ein Fehler in der Symmetrie, die Fenster waren nicht gleichmäßig über die Fassade verteilt, besonders das fünfte Fenster von links war wesentlich weiter von den anderen vier entfernt. Dadurch befanden sich links der Mittelachse drei und rechts nur zwei Fenster. Der Grund hierfür ist unbekannt, möglicherweise wurde hier ein älteres Gebäude in den Neubau miteinbezogen. Abgeschlossen wird der Mittelbau durch eine Balustrade die durch zwei vorgesetzte Säulenpaare unterbrochen wird. Diese bildeten einen Giebel, indem sie durch Voluten mit der restlichen Balustrade verbunden waren. die beiden Säulenpaare sind durch Lisenen eingerahmt, die mit Konsolen abschließen. Über den Konsolen befand sich ein Architrav und ein Fries, die jeweils mit denen der Säulen verkröpft waren. Zwischen diesen beiden ädikulaartigen Säulen-Lisenen-Konsolen-Bündel befand sich ein rechteckiges Fenster und darüber ein weiteres rundes Fenster, welches zwischen den Architraven, Friesen und Gesimsen beider lag. Ein Segmentbogen über diesem verband die beiden ädikulartigen Elemente. Über dem gemeinsamen Sprenggiebel befand sich ein weiterer geschweifter Giebel, auf dem sich oben ein Sockel befand. Was sich auf diesem befand ist nicht überliefert.

## Geschichte

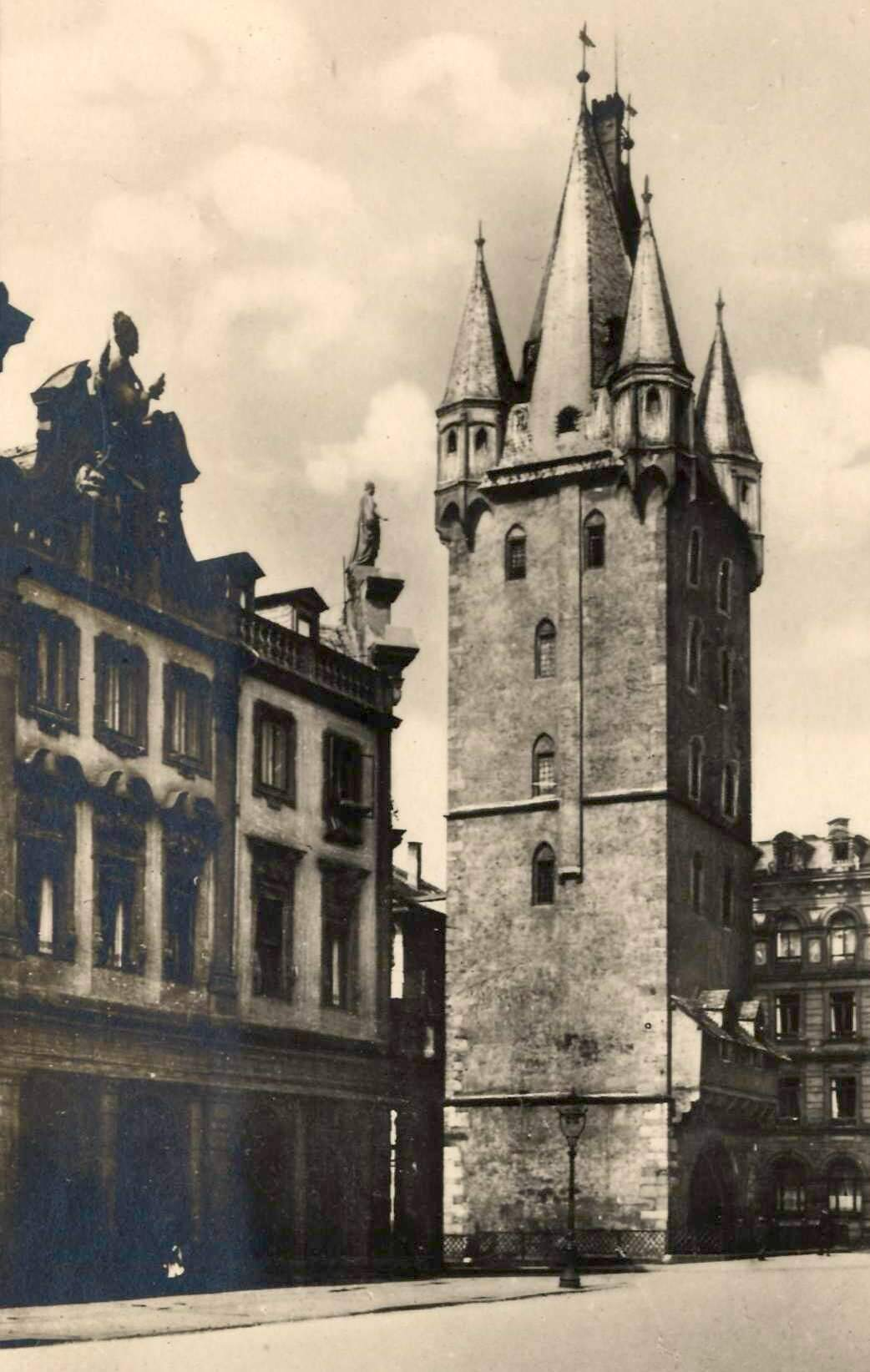
Der 1963 abgerissene Neubau Rheinstraße / Holzstraße (links) mit Spolien des Löhrschen Hauses (Ausschnitt einer Ansichtskarte, um 1920)

Es wurde wohl an der Stelle eines Wirtshauses „Zum Bock“ errichtet. Bauherr war Hofrat und Lehensprobst Johann Friedrich Stubenrauch (1691–1755), der es 1715 bauen ließ, wie Chronogromm auf einer der Sonnenscheiben, die einen der äußeren Giebel zierte, zeigte. Die Rheinfassade der Seitenflügel waren auf der ehemaligen Stadtmauer errichtet. Danach ging das Gebäude an den Schwiegersohn Stubenrauchs, Johann Erhart Franz von Löhr (Loehr) über, nach dem das Gebäude auch später noch benannt wurde. 1794 war es im Besitz der Erben des Hofrats Löhr.
Das Gebäude wurde 1874 abgerissen, wobei während des Abrisses noch eine der wenigen Fotografien des Bauwerks durch einen nicht mehr bekannten Fotografen entstanden. Diese Fotografie befand sich vormals in der Stadtbibliothek und nun im Landesmuseum Mainz. Der Abriss erfolgte vermutlich, da das Gebäude die Bocksgasse bzw. Rheinstraße teilweise überbaute und als Verkehrshindernis betrachtet wurde. Ein Ausweichen der Rheinstraße nach Osten war wohl wegen der damals noch dort befindlichen Gleisanlagen der Hessischen Ludwigsbahn nicht möglich. Die vier Statuen die auf der mittleren Balustrade standen, befanden bis Dezember 1903 im Besitz des Kunsthändlers Broo.
Spolien des Bauwerks, darunter beide Sonnenscheiben wurden in einen neobarocken Neubau an der Rheinstraße Ecke Holzstraße integriert, der im Zweiten Weltkrieg beschädigt und schließlich unter Protest des Denkmalamtes 1963 abgerissen wurde.